# 屏202線
屏202線（琉球－環島公路）為位於臺灣屏東縣的鄉道，起點與終點皆位於琉球鄉琉球，屬於環線公路，全長共計12.063公里。

## 公路概述

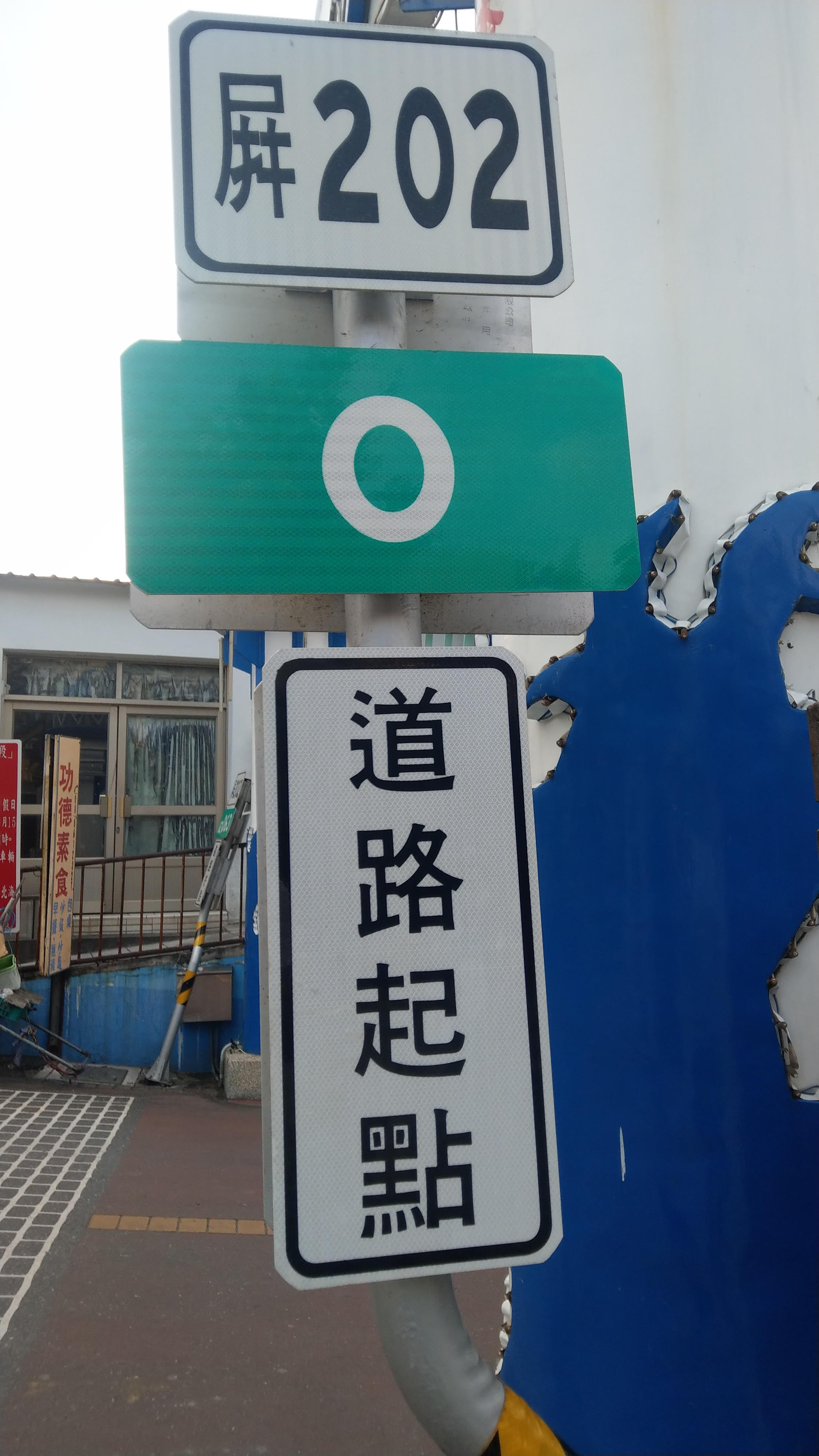
屏202線起點牌

屏202線係以屏東縣琉球鄉之琉球（本福村與中福村交界，原屏201線起點）為公路起點，沿著三民路朝東行進，經由觀光港路與本漁路後回到三民路。此公路行進至大福村後接仁愛路與和平路，並於南福村境內接忠孝路，之後沿著琉球嶼西岸行進，進入杉福村後接復興路、上杉路、肚仔坪路與美人路。此公路進入本福村後沿著琉球嶼北岸行進，直至本福村與中福村交界處與原屏201線起點交會，為此公路之終點。

## 歷史
台灣公路編號制度之形成可追溯至1960年所施行之《公路法》，以及1963年所制訂之《臺灣省各級公路及橋涵編號辦法》。在《公路法》中規定公路分為國道、省道、縣道及鄉道；而在《臺灣省各級公路及橋涵編號辦法》中規定南北向為單號、東西向為雙號，且鄉道公路編號以每一縣為一編號區，每區均自「1」號起，分別冠以縣之代字，其中屏東縣係以「屏」字為縣之代字。
1961年，臺灣省公路局（今交通部公路總局）進行首次公路普查，由於當時屏東縣鄉道之最大編號為屏167線，故屏202線並未納編。1967年，臺灣省政府公告將1965年開闢之「中福－漁福」線納編為屏202線，西起琉球鄉中福村，東至琉球鄉漁福村，全長共計1.150公里。
1977年，臺灣省政府公告「65年度臺灣省公路資料統計表」，將屏202線之路線調整為「琉球－環島公路」，起點與終點皆位於琉球鄉白沙之琉球鄉公所旁，屬於環線公路，全長共計11.957公里。
2014年中華民國交通部公告之「屏東縣鄉道公路路線調整案」中，將屏202線之里程調整為11.887公里。2016年屏東縣政府工務處公告將屏202線之里程調整為12.063公里。

## 行經區域
全線均位於屏東縣境內。
| 鄉鎮 市區 | 地點   | 里程 （km） | 交會道路  | 備註                   |  |
| --------- | ------ | ----------- | --------- | ---------------------- |  |
| 琉球鄉    | 琉球   | 0.000       | 原屏201線 | 公路起點               |  |
| 琉球鄉    | 大寮   | 3.300       | 原屏204線 |                        |  |
| 琉球鄉    | 井仔口 | 5.600       | 原屏205線 |                        |  |
| 琉球鄉    | 海子口 | 5.900       | 原屏201線 |                        |  |
| 琉球鄉    | 烏鬼洞 | 7.000       | 原屏206線 |                        |  |
| 琉球鄉    | 蛤板   | 7.500       | 原屏203線 |                        |  |
| 琉球鄉    | 靈山寺 | 11.700      | 原屏203線 |                        |  |
| 琉球鄉    | 琉球   | 12.063      | 原屏201線 | 公路終點；本線起點對面 |  |
|           |        |             |           |                        |  |

## 外部連結
- OpenStreetMap上有關屏202線的地理